# Washington County (Maine)
Washington County is een county in de Amerikaanse staat Maine.
De county heeft een landoppervlakte van 6.652 km² en telt 33.941 inwoners (volkstelling 2000). De hoofdplaats is Machias.